# Cantón de Seclin-Norte
El cantón de Seclin-Norte era una división administrativa francesa, que estaba situada en el departamento de Norte y la región de Norte-Paso de Calais.

## Composición
El cantón estaba formado por seis comunas, más una fracción de la comuna que le daba su nombre:
- Houplin-Ancoisne
- Lesquin
- Noyelles-lès-Seclin
- Seclin (fracción)
- Templemars
- Vendeville
- Wattignies

## Supresión del cantón de Seclin-Norte
En aplicación del Decreto nº 2014-167 de 17 de febrero de 2014, el cantón de Seclin-Norte fue suprimido el 22 de marzo de 2015 y sus 7 comunas pasaron a formar parte; seis del nuevo cantón de Faches-Thumesnil y una del nuevo cantón de Templeuve.